# Мендоса (Уругвай)
Мендоса, иногда также Мендоса-Гранде (исп. Mendoza) — населённый пункт сельского типа на юге центральной части Уругвая, в департаменте Флорида.

## География
Расположен на шоссе № 5, в 4,5 км к югу от деревни Мендоса-Чико и в 22 км к югу от административного центра департамента, города Флорида. Расстояние до столицы страны, города Монтевидео, составляет около 74 км. К востоку от деревни протекает ручей Пеладо (приток ручья Мендоса). Абсолютная высота — 53 метра над уровнем моря.

## Население
По данным на 2011 год население составляет 730 человек.
| Год  | Население |
| ---- | --------- |
| 1963 | 254       |
| 1975 | 323       |
| 1985 | 342       |
| 1996 | 524       |
| 2004 | 745       |
| 2011 | 730       |

Источник: Instituto Nacional de Estadística de Uruguay